# 500 Miglia di Indianapolis 2020
La 500 Miglia di Indianapolis del 2020, giunta alla sua 104ª edizione, si è disputata il 23 agosto 2020 sull'ovale dell'Indianapolis Motor Speedway. È stata anche la settima tappa della IndyCar Series 2020 ed è stata vinta dal pilota giapponese Takuma Satō a bordo della Dallara-Honda del team Rahal Letterman Lanigan Racing.
Nel 2019 Roger Penske ha acquistato tutti i diritti della NTT Indycar Series confermando la Indy 500 per il 24 maggio ma, a causa dello scoppio della pandemia di COVID-19, la gara venne rinviata al 23 agosto modificando, così, non solo il calendario degli eventi che precedono la gara ma anche la conferma dello svolgimento di tutto il weekend di gara a porte chiuse.

## Il calendario
Quest'anno la Indy 500 come qualsiasi evento è stato rinviato a causa della pandemia di Coronavirus; dopo aver prefissato la gara per il 24 maggio, Roger Penske ha voluto rinviare tutto di 3 mesi fissando la gara al 23 agosto, solo alcune settimane prima Penske confermò che la gara si sarebbe svolta a porte chiuse e che come di routine tutto il personale presente come giornalisti, meccanici, car owners e piloti.
| Calendario di gara — Agosto 2020 | Calendario di gara — Agosto 2020 | Calendario di gara — Agosto 2020 | Calendario di gara — Agosto 2020 | Calendario di gara — Agosto 2020 | Calendario di gara — Agosto 2020 | Calendario di gara — Agosto 2020 |
| Dom                              | Lun                              | Mar                              | Mer                              | Gio                              | Ven                              | Sab                              |
| -------------------------------- | -------------------------------- | -------------------------------- | -------------------------------- | -------------------------------- | -------------------------------- | -------------------------------- |
| 9                                | 10                               | 11                               | 12 ROP Prove                     | 13 Prove                         | 14 Prove                         | 15 Prove cronometrate            |
| 16 Prove cronometrate            | 17                               | 18                               | 19                               | 20                               | 21 Carb Day                      | 22                               |
| 23 Indy 500                      | 24                               | 25                               | 26                               | 27                               | 28                               | 29 Parata                        |
| 30 Parata                        | 31                               |                                  |                                  |                                  |                                  |                                  |

| \| Colore \| Note \| \| ------- \| ------------------------- \| \| Verde \| Prove \| \| Blu \| Prove cronometrate \| \| Argento \| Giorno di gara \| \| Rosso \| Pioggia* \| \| Vuoto \| Nessuna attività in pista \| * Include giorni dove l'attività in pista fu limitata dalla pioggia ROP — denota Rookie Orientation Program |                           |
| Colore | Note                      |
| Verde | Prove                     |
| Blu | Prove cronometrate        |
| Argento | Giorno di gara            |
| Rosso | Pioggia*                  |
| Vuoto | Nessuna attività in pista |

| Colore  | Note                      |
| ------- | ------------------------- |
| Verde   | Prove                     |
| Blu     | Prove cronometrate        |
| Argento | Giorno di gara            |
| Rosso   | Pioggia*                  |
| Vuoto   | Nessuna attività in pista |

## Squadre e piloti

### L'entry list ufficiale
| Numero auto | Pilota              | Team                                                        | Costruttore |
| ----------- | ------------------- | ----------------------------------------------------------- | ----------- |
| 1           | Josef Newgarden     | Team Penske                                                 | Chevrolet   |
| 3           | Hélio Castroneves W | Team Penske                                                 | Chevrolet   |
| 4           | Charlie Kimball     | A. J. Foyt Enterprises                                      | Chevrolet   |
| 5           | Patricio O'Ward R   | Arrow McLaren SP                                            | Chevrolet   |
| 7           | Oliver Askew R      | Arrow McLaren SP                                            | Chevrolet   |
| 8           | Marcus Ericsson     | Chip Ganassi Racing                                         | Honda       |
| 9           | Scott Dixon W       | Chip Ganassi Racing                                         | Honda       |
| 10          | Felix Rosenqvist    | Chip Ganassi Racing                                         | Honda       |
| 12          | Will Power W        | Team Penske                                                 | Chevrolet   |
| 14          | Tony Kanaan W       | A. J. Foyt Enterprises                                      | Chevrolet   |
| 15          | Graham Rahal        | Rahal Letterman Lanigan Racing                              | Honda       |
| 18          | Santino Ferrucci    | Dale Coyne Racing con Vasser-Sullivan                       | Honda       |
| 20          | Ed Carpenter        | Ed Carpenter Racing                                         | Chevrolet   |
| 21          | Rinus VeeKay R      | Ed Carpenter Racing                                         | Chevrolet   |
| 22          | Simon Pagenaud W    | Team Penske                                                 | Chevrolet   |
| 24          | Sage Karam          | Dreyer & Reinbold Racing                                    | Chevrolet   |
| 26          | Zach Veach          | Andretti Autosport                                          | Honda       |
| 27          | Alexander Rossi W   | Andretti Autosport                                          | Honda       |
| 28          | Ryan Hunter-Reay W  | Andretti Autosport                                          | Honda       |
| 29          | James Hinchcliffe   | Andretti Autosport                                          | Honda       |
| 30          | Takuma Sato W       | Rahal Letterman Lanigan Racing                              | Honda       |
| 41          | Dalton Kellett R    | A. J. Foyt Enterprises                                      | Chevrolet   |
| 45          | Spencer Pigot       | Rahal Letterman Lanigan Racing                              | Honda       |
| 47          | Conor Daly          | Ed Carpenter Racing                                         | Chevrolet   |
| 51          | James Davison       | Dale Coyne Racing con Rick Ware Racing e Byrd Belardi       | Honda       |
| 55          | Álex Palou R        | Dale Coyne Racing con Team Goh                              | Honda       |
| 59          | Max Chilton         | Carlin                                                      | Chevrolet   |
| 60          | Jack Harvey         | Meyer Shank Racing con Andretti Technologies                | Honda       |
| 66          | Fernando Alonso     | Arrow McLaren SP                                            | Chevrolet   |
| 67          | J. R. Hildebrand    | Dreyer & Reinbold Racing                                    | Chevrolet   |
| 81          | Ben Hanley          | DragonSpeed                                                 | Chevrolet   |
| 88          | Colton Herta        | Andretti Harding Steinbrenner Autosport                     | Honda       |
| 98          | Marco Andretti      | Andretti-Herta Autosport w/ Marco Andretti & Curb-Agajanian | Honda       |

- W  = Vincitore in passato della 500 Miglia di Indianapolis
- R  = Debuttante alla 500 Miglia di Indianapolis

## Griglia di partenza
| Fila | Interno | Interno             | Centro | Centro             | Esterno | Esterno           |
| ---- | ------- | ------------------- | ------ | ------------------ | ------- | ----------------- |
| 1    | 98      | Marco Andretti      | 9      | Scott Dixon W      | 30      | Takuma Satō W     |
| 2    | 21      | Rinus VeeKay R      | 28     | Ryan Hunter-Reay W | 29      | James Hinchcliffe |
| 3    | 55      | Álex Palou R        | 15     | Graham Rahal       | 27      | Alexander Rossi W |
| 4    | 88      | Colton Herta        | 8      | Marcus Ericsson    | 45      | Spencer Pigot     |
| 5    | 1       | Josef Newgarden     | 10     | Felix Rosenqvist   | 5       | Patricio O'Ward R |
| 6    | 20      | Ed Carpenter        | 26     | Zach Veach         | 47      | Conor Daly        |
| 7    | 18      | Santino Ferrucci    | 60     | Jack Harvey        | 7       | Oliver Askew R    |
| 8    | 12      | Will Power W        | 14     | Tony Kanaan W      | 41      | Dalton Kellett R  |
| 9    | 22      | Simon Pagenaud W    | 66     | Fernando Alonso    | 51      | James Davison     |
| 10   | 3       | Hélio Castroneves W | 4      | Charlie Kimball    | 59      | Max Chilton       |
| 11   | 24      | Sage Karam          | 67     | J. R. Hildebrand   | 81      | Ben Hanley        |

 R  = Debuttante alla 500 Miglia di Indianapolis
 W  = Vincitore in passato della 500 Miglia di Indianapolis

## Gara

### Resoconto

#### Prima metà

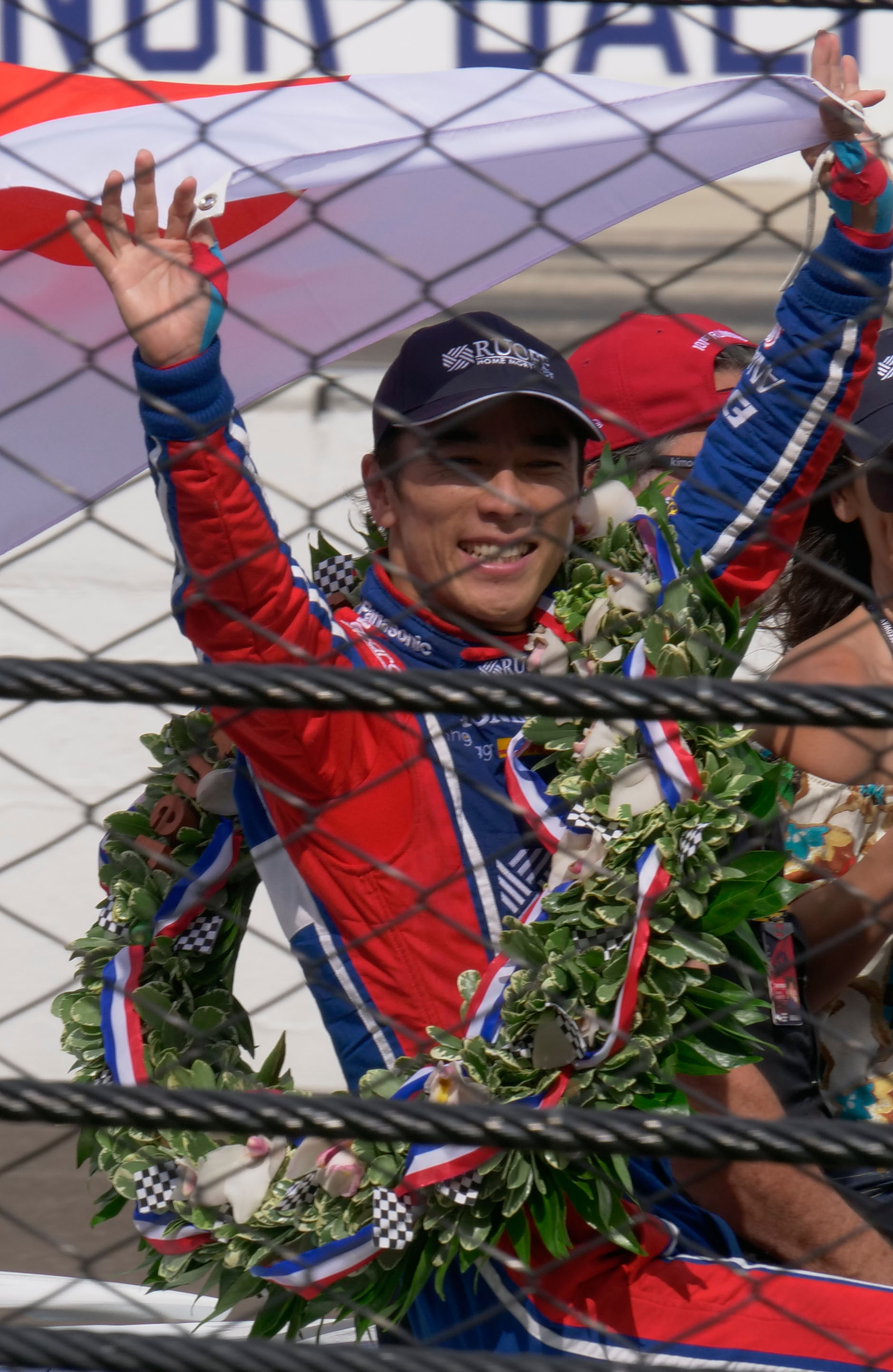
Il vincitore della 500 Miglia di Indianapolis 2020

La gara è iniziata con Scott Dixon che è subito passato al comando, con il poleman Marco Andretti che è stato trascinato al terzo posto alla fine del giro. Più indietro nel campo, Ed Carpenter ha colpito il muro nello scivolo corto sud, richiedendo a Carpenter di riparare i danni alla sospensione. Carpenter ha affermato di essere stato costretto a sbattere contro il muro da Zach Veach, ma i funzionari della IndyCar non hanno intrapreso alcuna azione. Il primo avvertimento della giornata è arrivato a soli 6 giri dall'inizio della gara, quando James Davison ha avuto un problema ai freni che ha causato l'incendio dell'intero gruppo della ruota anteriore destra e la spruzzatura di detriti lungo il tratto posteriore. Davison fermò l'auto in fiamme poco prima dell'ingresso ai box e scese dall'auto in sicurezza. Davison in seguito indicò che la pompa freno si bloccava sull'auto, provocando il bloccaggio dei freni e la generazione di grandi quantità di calore, portando infine all'incendio delle ruote in magnesio. Le corse sono riprese al 12º giro, con Dixon e Takuma Sato, mentre Ryan Hunter-Reay, James Hinchcliffe e Alexander Rossi hanno completato la top 5. La seconda ammonizione della gara è arrivata solo poco tempo dopo, al 25º giro, quando Marcus Ericsson ha perso il controllo. della sua macchina alla curva uno e si è schiantato contro il muro esterno, poi è scivolato fino a metà della curva 2. Ericsson è rimasto illeso, ma era fuori gara. Durante la cautela, quasi tutte le vetture in testa si sono fermate ai box, con Dixon, Sato e Andretti che sono emersi per primi. Le vetture che si erano fermate ai box durante la prima cautela sono passate in testa al campo, il che significa che il debuttante Oliver Askew ora ha condotto la gara davanti al vincitore in carica Simon Pagenaud e al vincitore del 2018 Will Power.
Le corse sono riprese di nuovo al 31º giro, con Pagenaud che ha preso il comando su Askew all'ingresso della curva 1. Dietro, quelli che si sono fermati ai box hanno iniziato a risalire, con Dixon che è risalito al 6º posto e Alexander Rossi che è risalito di diverse posizioni fino al 7°. Al 46º giro, coloro che erano rimasti fuori con la cautela precedente iniziarono a rientrare ai box e Dixon riconquistò il comando con Rossi secondo. I pit stop secondo la strategia della maggioranza sono iniziati intorno al 60º giro, con Dixon che ha mantenuto il comando. Rossi ha perso diversi secondi dopo che una chiamata tardiva alla pit lane lo ha portato a saltare del tutto la pit lane e ad essere costretto a fare un altro giro. Rinus VeeKay, che era tra i primi 5, è scivolato nel box e ha colpito uno dei membri del suo equipaggio, con conseguente penalità di stop and hold. Anche Sage Karam ha sofferto di problemi dopo essere entrato ai box troppo velocemente ed essere scivolato completamente oltre il box.
Al 75º giro, Dixon aveva accumulato un distacco di oltre 7 secondi da Askew che era secondo e di oltre 10 secondi da Rossi, terzo. Tuttavia, il vantaggio è stato cancellato dalla terza ammonizione della gara al giro 84, quando Dalton Kellett è scivolato largo contro il muro esterno alla curva 3 dopo un tentativo fallito di sorpassare Ben Hanley. La maggior parte del campo si è fermato ai box durante questa sequenza, anche se i corridori fuori strategia sono entrati più tardi ed sono emersi alla fine del campo. Dopo le soste, l'ordine di marcia prevedeva Dixon, Sato, Rossi, Patricio O'Ward e Josef Newgarden. La ripartenza dalla terza cautela è avvenuta al 91º giro, ma si è verificato un altro incidente prima che le vetture raggiungessero la linea di partenza/arrivo. Conor Daly ha perso il controllo della sua vettura alla curva 4 ed è andato in testacoda davanti al traffico.

#### Seconda metà
Le corse sono riprese al 100º giro con Alexander Rossi che ha superato Takuma Sato per prendere il secondo posto dietro Scott Dixon. Dixon e Rossi iniziarono a scambiarsi il comando avanti e indietro nel tentativo di mantenere lo slancio e staccarsi da Sato e Patricio O'Ward dietro di loro, ma ci riuscirono solo marginalmente.  Al giro 121, la quinta cautela della giornata ha interrotto la loro battaglia, poiché Álex Palou ha perso il controllo della sua vettura alla curva 1 e si è schiantato contro il muro esterno prima di girare e sbandare fino a fermarsi all'ingresso della curva 2. Durante la cautela la maggior parte dei il campo si è bucato, con Dixon che emergeva di nuovo in vantaggio. Dietro, Rossi è rimasto sulla traiettoria di Sato, provocando un lieve contatto e Sato ha dovuto intraprendere un'azione evasiva per evitare di schiantarsi pesantemente contro la macchina di Rossi.

#### Finale
L'ultimo round di pit stop è avvenuto intorno al giro 168. Dopo i pit stop Dixon è emerso ancora una volta davanti a Sato, con Rahal terzo. Zach Veach e Max Chilton sono rimasti in pista davanti a loro per diversi giri sperando in un'ammonizione per prolungare il carburante, ma alla fine si sono staccati e si sono fermati ai box. Al giro 172, Sato ha superato nuovamente Dixon, rendendolo di fatto il leader. Questo è diventato il vero vantaggio al giro 186 dopo il pit stop di Veach. A 19 giri dalla fine, Sato è stato sottoposto a crescenti pressioni da parte di Dixon dopo che il team di Dixon ha indicato che i problemi di consumo di carburante non erano più un problema.
Con meno di tre giri rimasti, danni significativi al muretto dei box (che avrebbero richiesto una lunga riparazione) e con le squadre di sicurezza che si occupavano della scena, i funzionari hanno deciso che non c'era tempo sufficiente per bandiera rossa la gara. In alcuni anni precedenti, era stata utilizzata una bandiera rossa a fine gara per offrire l'opportunità di arrivare con bandiera verde. La gara si è conclusa con cautela, con Takuma Sato che ha ottenuto la sua seconda vittoria davanti a Scott Dixon e Graham Rahal.

#### Risultati
| Pos.                | Nº | Pilota              | Scuderia                                                    | Motore    | Giri | Tempo/Ritirato     | Pit Stop | Griglia | Giri in testa | Pti |
| ------------------- | -- | ------------------- | ----------------------------------------------------------- | --------- | ---- | ------------------ | -------- | ------- | ------------- | --- |
| 1                   | 30 | Takuma Satō W       | Rahal Letterman Lanigan Racing                              | Honda     | 200  | 3:10:05.088        | 5        | 3       | 27            | 108 |
| 2                   | 9  | Scott Dixon W       | Chip Ganassi Racing                                         | Honda     | 200  | +0.057             | 5        | 2       | 111           | 91  |
| 3                   | 15 | Graham Rahal        | Rahal Letterman Lanigan Racing                              | Honda     | 200  | +0.095             | 5        | 8       | 0             | 72  |
| 4                   | 18 | Santino Ferrucci    | Dale Coyne Racing w/ Vasser-Sullivan                        | Honda     | 200  | +0.392             | 5        | 19      | 1             | 65  |
| 5                   | 1  | Josef Newgarden     | Team Penske                                                 | Chevrolet | 200  | +1.661             | 5        | 13      | 0             | 60  |
| 6                   | 5  | Patricio O'Ward R   | Arrow McLaren SP                                            | Chevrolet | 200  | +3.249             | 5        | 15      | 0             | 56  |
| 7                   | 29 | James Hinchcliffe   | Andretti Autosport                                          | Honda     | 200  | +4.269             | 5        | 6       | 1             | 57  |
| 8                   | 88 | Colton Herta        | Andretti Harding Steinbrenner Autosport                     | Honda     | 200  | +5.191             | 5        | 10      | 1             | 49  |
| 9                   | 60 | Jack Harvey         | Meyer Shank Racing                                          | Honda     | 200  | +6.813             | 5        | 20      | 0             | 44  |
| 10                  | 28 | Ryan Hunter-Reay W  | Andretti Autosport                                          | Honda     | 200  | +7.961             | 5        | 5       | 0             | 45  |
| 11                  | 3  | Hélio Castroneves W | Team Penske                                                 | Chevrolet | 200  | +10.314            | 7        | 28      | 0             | 38  |
| 12                  | 10 | Felix Rosenqvist    | Chip Ganassi Racing                                         | Honda     | 200  | +13.966            | 6        | 14      | 8             | 37  |
| 13                  | 98 | Marco Andretti      | Andretti Herta Autosport w/ Marco Andretti & Curb-Agajanian | Honda     | 200  | +16.065            | 5        | 1       | 0             | 43  |
| 14                  | 12 | Will Power W        | Team Penske                                                 | Chevrolet | 200  | +17.643            | 6        | 22      | 2             | 33  |
| 15                  | 26 | Zach Veach          | Andretti Autosport                                          | Honda     | 200  | +19.396            | 6        | 17      | 14            | 31  |
| 16                  | 67 | J. R. Hildebrand    | Dreyer & Reinbold Racing                                    | Chevrolet | 200  | +20.234            | 8        | 32      | 0             | 28  |
| 17                  | 59 | Max Chilton         | Carlin                                                      | Chevrolet | 200  | +21.491            | 9        | 30      | 0             | 26  |
| 18                  | 4  | Charlie Kimball     | A. J. Foyt Enterprises                                      | Chevrolet | 200  | +24.701            | 6        | 29      | 0             | 24  |
| 19                  | 14 | Tony Kanaan W       | A. J. Foyt Enterprises                                      | Chevrolet | 199  | +1 giro            | 5        | 23      | 0             | 22  |
| 20                  | 21 | Rinus VeeKay R      | Ed Carpenter Racing                                         | Chevrolet | 199  | +1 giro            | 7        | 4       | 0             | 26  |
| 21                  | 66 | Fernando Alonso     | Arrow McLaren SP                                            | Chevrolet | 199  | +1 giro            | 7        | 26      | 0             | 18  |
| 22                  | 22 | Simon Pagenaud W    | Team Penske                                                 | Chevrolet | 198  | +2 giri            | 9        | 25      | 14            | 17  |
| 23                  | 81 | Ben Hanley          | DragonSpeed                                                 | Chevrolet | 198  | +2 giri            | 9        | 33      | 0             | 14  |
| 24                  | 24 | Sage Karam          | Dreyer & Reinbold Racing                                    | Chevrolet | 198  | +2 giri            | 8        | 31      | 0             | 12  |
| 25                  | 45 | Spencer Pigot       | Rahal Letterman Lanigan Racing                              | Honda     | 194  | Contatto           | 6        | 12      | 0             | 10  |
| 26                  | 20 | Ed Carpenter        | Ed Carpenter Racing                                         | Chevrolet | 187  | +13 giri           | 8        | 16      | 0             | 10  |
| 27                  | 27 | Alexander Rossi W   | Andretti Autosport                                          | Honda     | 143  | Contatto           | 4        | 9       | 17            | 12  |
| 28                  | 55 | Álex Palou R        | Dale Coyne Racing w/ Team Goh                               | Honda     | 121  | Contatto           | 3        | 7       | 0             | 13  |
| 29                  | 47 | Conor Daly          | Ed Carpenter Racing                                         | Chevrolet | 91   | Contatto           | 3        | 18      | 0             | 10  |
| 30                  | 7  | Oliver Askew R      | Arrow McLaren SP                                            | Chevrolet | 91   | Contatto           | 4        | 21      | 4             | 11  |
| 31                  | 41 | Dalton Kellett R    | A. J. Foyt Enterprises                                      | Chevrolet | 82   | Contatto           | 2        | 24      | 0             | 10  |
| 32                  | 8  | Marcus Ericsson     | Chip Ganassi Racing                                         | Honda     | 24   | Contatto           | 0        | 11      | 0             | 10  |
| 33                  | 51 | James Davison       | Dale Coyne Racing w/ Rick Ware Racing & Byrd Belardi        | Honda     | 4    | Problema meccanico | 0        | 27      | 0             | 10  |
| RISULTATI UFFICIALI |    |                     |                                                             |           |      |                    |          |         |               |     |